# Masella
Masella, appartenente al comune di Alp, è una stazione sciistica invernale di Cerdagna nella provincia di Girona, nei Pirenei Spagnoli. È situata nei pressi del monte La Tosa, alto 2587 metri.